# Supercopa d'Espanya de futbol 2004
La Supercopa d'Espanya del 2004 fou un matx disputat a dos partits els dies 21 i el 24 d'agost de 2004. Es va disputar entre el Real Zaragoza, que havien vençut en la Copa del Rei 2003–04, i el València CF, guanyadors de la lliga 2003–04. El Real Zaragoza va guanyar 3–2 en el global de l'eliminatòria.

## Detalls del matx

### Anada
| Real Zaragoza | 0–1     | València CF |
| ------------- | ------- | ----------- |
|               | Informe | Vicente 61' |

| Zaragoza | València |

|              |    |                    |     |     |
|              |    |                    |     |     |
| GK           | 13 | Luís García        |     |     |
| RB           | 4  | Luis Cuartero      | 60' |     |
| CB           | 5  | Álvaro             | 76' |     |
| CB           | 6  | Gabriel Milito     | 4'  |     |
| LB           | 12 | Delio Toledo       |     |     |
| RM           | 7  | Luciano Galletti   |     | 79' |
| CM           | 17 | José María Movilla |     | 80' |
| CM           | 26 | Alberto Zapater    |     |     |
| LM           | 10 | Sávio              |     |     |
| CF           | 9  | David Villa        |     |     |
| CF           | 19 | Javi Moreno        | 20' | 67' |
| Substituts:  |    |                    |     |     |
| FW           | 18 | Goran Drulić       | 85' | 67' |
| MF           | 8  | Cani               |     | 79' |
| MF           | 20 | David Generelo     |     | 80' |
| Entrenador:  |    |                    |     |     |
| Víctor Muñoz |    |                    |     |     |

|                 |    |                     |     |     |
|                 |    |                     |     |     |
|                 |    |                     |     |     |
| GK              | 1  | Santiago Cañizares  |     |     |
| RB              | 23 | Curro Torres        | 31' |     |
| CB              | 17 | David Navarro       |     |     |
| CB              | 2  | Mauricio Pellegrino |     |     |
| LB              | 15 | Amedeo Carboni      |     |     |
| RM              | 19 | Francisco Rufete    |     | 88' |
| CM              | 6  | David Albelda       |     |     |
| CM              | 8  | Rubén Baraja        |     |     |
| LM              | 14 | Vicente             | 62' | 85' |
| CF              | 10 | Miguel Ángel Angulo |     |     |
| CF              | 11 | Marco Di Vaio       |     | 69' |
| Substituts:     |    |                     |     |     |
| FW              | 20 | Mista               |     | 69' |
| FW              | 9  | Bernardo Corradi    |     | 85' |
| MF              | 7  | Stefano Fiore       |     | 88' |
| Entrenador:     |    |                     |     |     |
| Claudio Ranieri |    |                     |     |     |

### Tornada
| València CF          | 1–3     | Real Zaragoza                                       |
| -------------------- | ------- | --------------------------------------------------- |
| Bernardo Corradi 53' | Informe | Álvaro 11' · Luciano Galletti 33' · Javi Moreno 82' |

| València | Zaragoza |

|                 |    |                     |     |     |
|                 |    |                     |     |     |
| GK              | 1  | Santiago Cañizares  |     |     |
| RB              | 12 | Marco Caneira       |     |     |
| CB              | 17 | David Navarro       | 45' |     |
| CB              | 2  | Mauricio Pellegrino | 80' |     |
| LB              | 15 | Amedeo Carboni      |     |     |
| RM              | 19 | Francisco Rufete    |     | 46' |
| CM              | 6  | David Albelda       |     |     |
| CM              | 8  | Rubén Baraja        |     | 46' |
| LM              | 7  | Stefano Fiore       |     |     |
| CF              | 20 | Mista               |     |     |
| CF              | 9  | Bernardo Corradi    |     | 65' |
| Substituts:     |    |                     |     |     |
| MF              | 10 | Miguel Ángel Angulo | 70' | 46' |
| MF              | 21 | Pablo Aimar         |     | 46' |
| FW              | 18 | Xisco               |     | 65' |
| Entrenador:     |    |                     |     |     |
| Claudio Ranieri |    |                     |     |     |

|              |    |                    |     |     |
|              |    |                    |     |     |
|              |    |                    |     |     |
| GK           | 13 | Luís García        |     |     |
| RB           | 4  | Luis Cuartero      |     |     |
| CB           | 5  | Álvaro             |     |     |
| CB           | 6  | Gabriel Milito     |     |     |
| LB           | 12 | Delio Toledo       | 19' |     |
| RM           | 7  | Luciano Galletti   |     | 71' |
| CM           | 17 | José María Movilla |     |     |
| CM           | 26 | Alberto Zapater    | 57' | 59' |
| LM           | 10 | Sávio              |     |     |
| CF           | 9  | David Villa        |     | 56' |
| CF           | 19 | Javi Moreno        |     |     |
| Substituts:  |    |                    |     |     |
| MF           | 8  | Cani               |     | 56' |
| MF           | 20 | David Generelo     |     | 59' |
| MF           | 23 | Fernando Soriano   |     | 71' |
| Entrenador:  |    |                    |     |     |
| Víctor Muñoz |    |                    |     |     |

## Campió
| Campió de la Supercopa d'Espanya 2004 |
| ------------------------------------- |
| Real Zaragoza 1r títol                |